# Friedrich Friedländer
Friedrich Friedländer, později Friedrich Ritter von Friedländer-Malheim (Mahlheim) (10. ledna 1825 Uhlířské Janovice – 14. ledna 1901 Vídeň) byl česko-rakouský malíř.

## Život
Studoval vídeňskou Akademii a později pokračoval soukromě v ateliéru profesora Ferdinanda Georga Waldmüllera. Díky podpoře svého mecenáše R. von Arthabera v roce 1850 navštívil Itálii, v a 1854 Paříž. V letech 1851-1856 pobýval v Düsseldorfu a byl členem tamního spolku Malkasten. Je řazen k düsseldorfské malířské škole. Od roku 1856 žil trvale ve Vídni, ale obesílal pražské výstavy. Jeho obrazy jsou zastoupeny v českých galeriích i soukromých sbírkách.
Roku 1865 obdržel Řád Františka Josefa a bavorský Řád sv. Michaela a následující rok se stal členem Vídeňské akademie, roku 1871 byl radou Akademie a členem komise pro přípravu Světové výstavy ve Vídni (1873). Roku 1867 byl oceněn Zlatou medailí a Řádem za zásluhy. Roku 1889 byl povýšen do šlechtického stavu s přídomkem von Mahlheim. Byl jedním ze zakladatelů Vídeňského uměleckého sdružení (Wiener Künstlergenossenschaft) a členem sborů Hassia Darmstadt, Franconia Berlin a Teutonia Wien, čestným členem mnichovského uměleckého spolku (Münchener Künstlergenossenschaft).
Friedrich Friedländer konvertoval roku 1846 ke katolictví a roku 1855 se oženil s Marií, dcerou dvorního rady Václava Wacka. Nejstarší syn Rudolf (* 1858) byl soudním radou, dcery Camilla a Hedwiga a prostřední syn Alfred se rovněž věnovali malířství. Nejmladší syn Friedrich (* 1868) byl lékař, primář vídeňské nemocnice a univerzitní profesor.

## Dílo
Byl malířem historických výjevů, který vzbudil pozornost svým plátnem Smrt Tassova. Náměty hledal ve vojenském i civilním životě Vídně, po prusko-rakouské válce 1866 často ve spojitosti s válečnými veterány. Obrazy válečných vysloužilců se těšily oblibě u Friedländerových současníků. Řada jeho obrazů se nachází v císařských sbírkách vojenského muzea ve Vídni (Wiener Heeresgeschichtlichen Museums).
Později, po roce 1870 a cestě do Württemberska, maloval žánrové kompozice z venkovského života, někdy s moralizujícím podtextem.

### Známá díla
- Švábské děvče v kostele, 1877, Národní galerie v Praze, odkaz Josefa Hlávky
- Invalidé ve vinném sklepě (70. léta), Národní galerie v Praze, odkaz Josefa Hlávky

### Zastoupení ve sbírkách
- Národní galerie v Praze
- Galerie umění Karlovy Vary
- Galerie výtvarného umění v Ostravě
- Muzeum města Brna

## Galerie

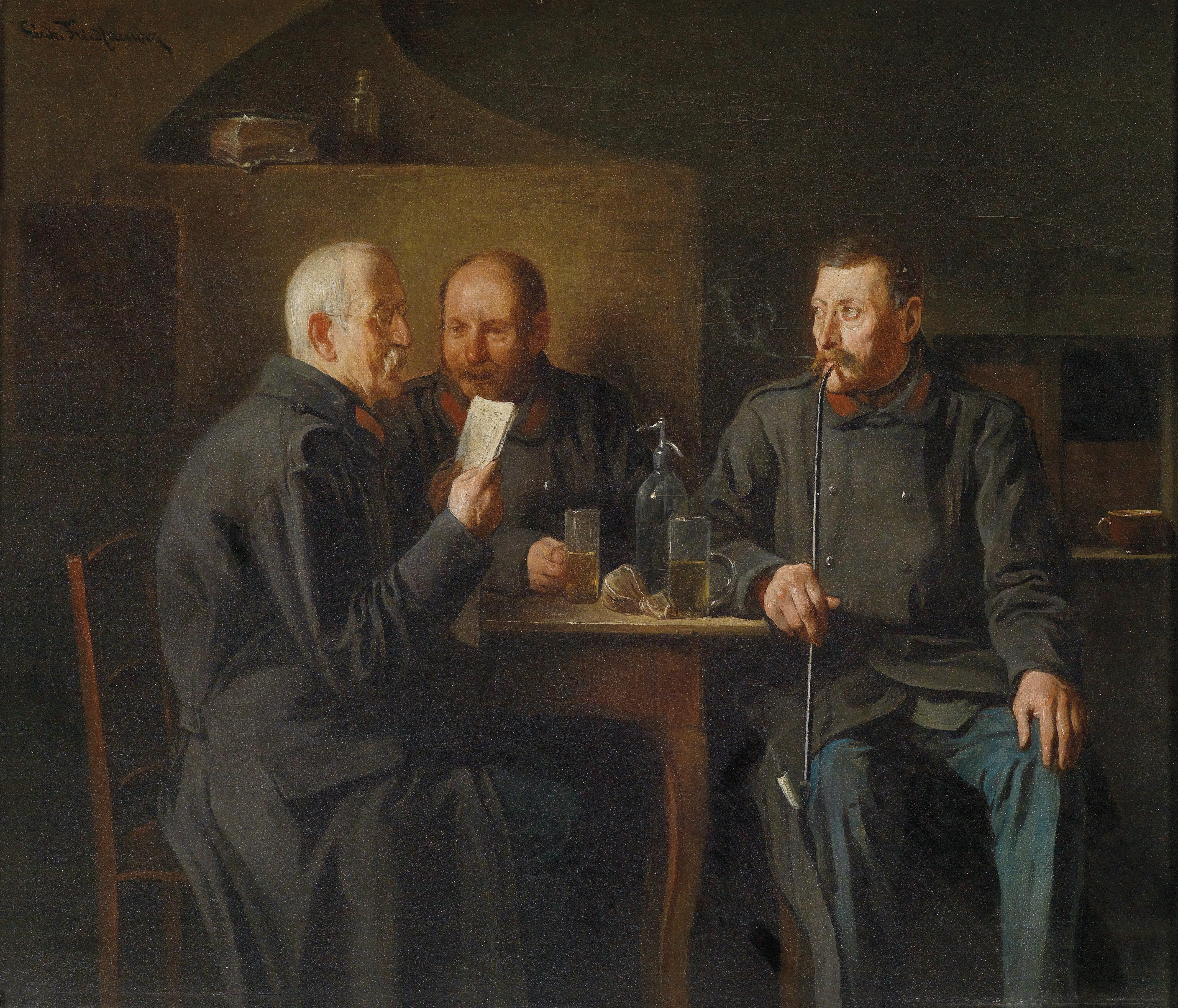
Friedrich Friedländer – rozhovor veteránů (kol.1901)
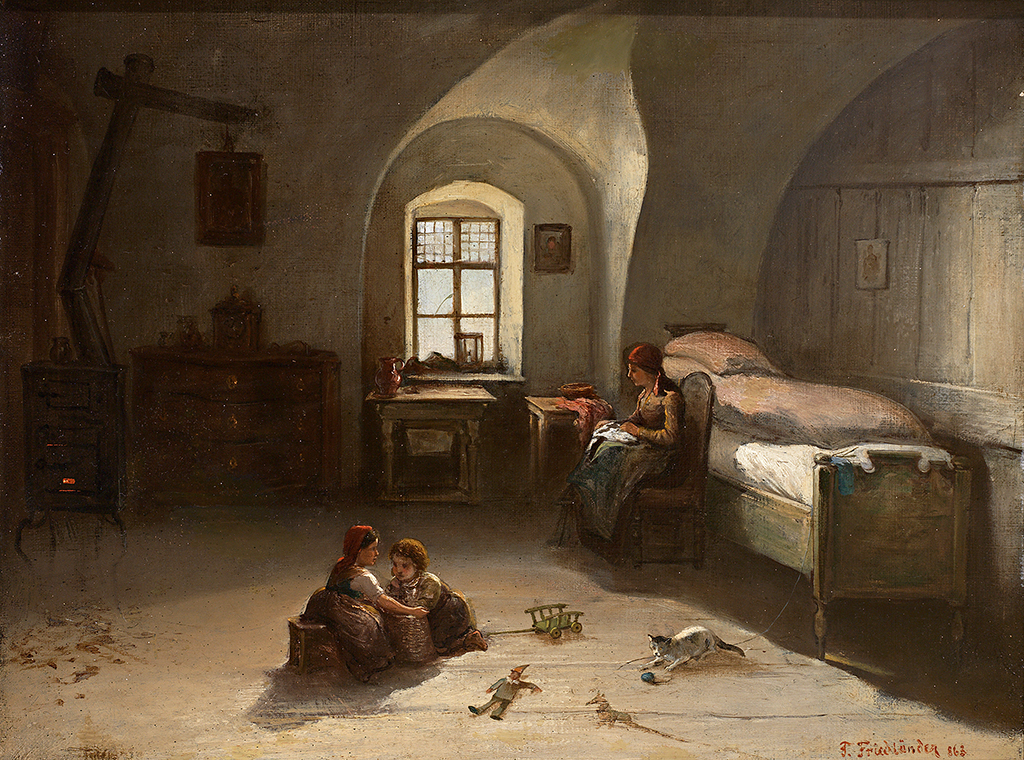
Friedrich Friedländer – blick in eine Stube mit spielenden Kindern und Mutter bei der Handarbeit.(cca 1901)
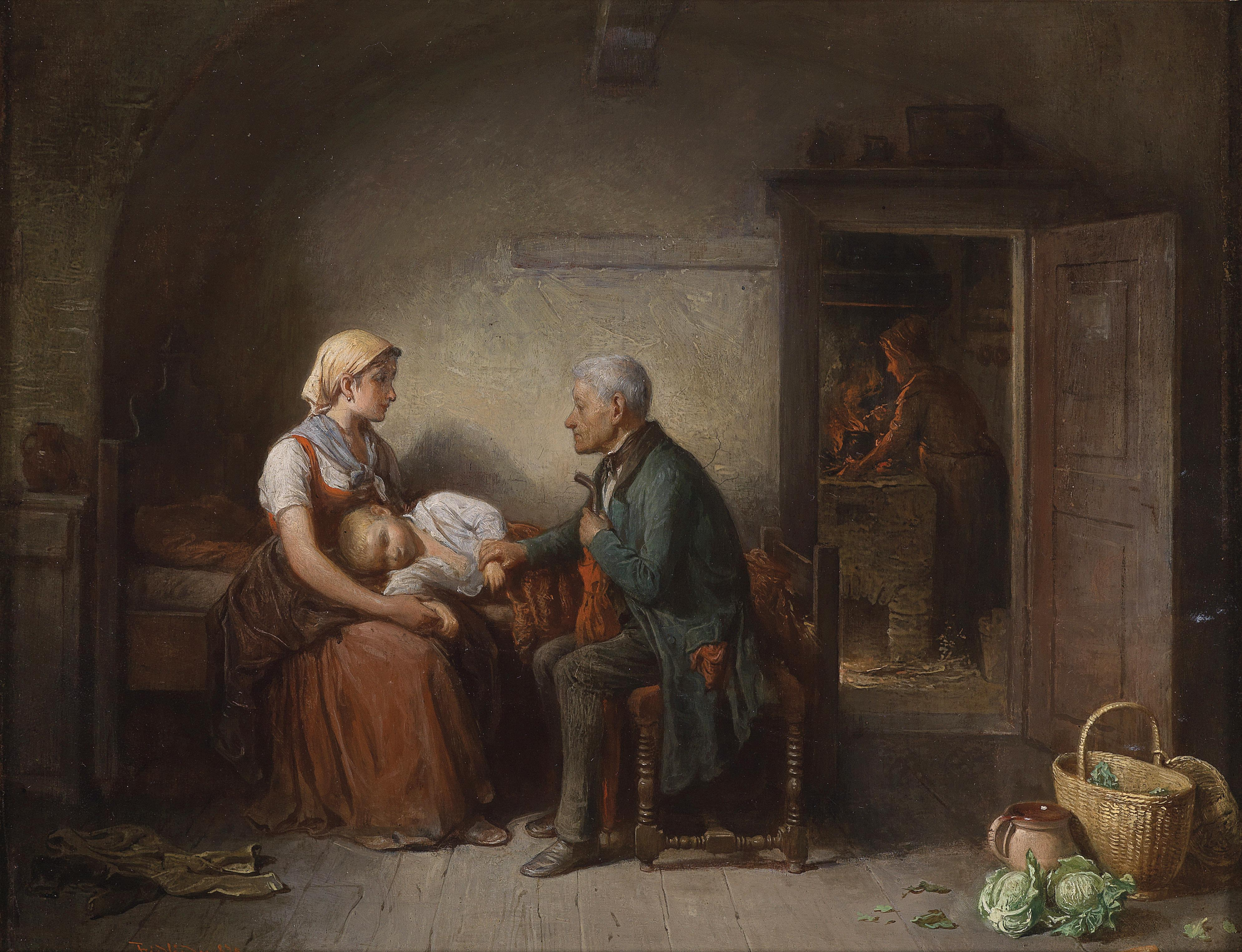
Friedrich Friedländer – doktor (1870)
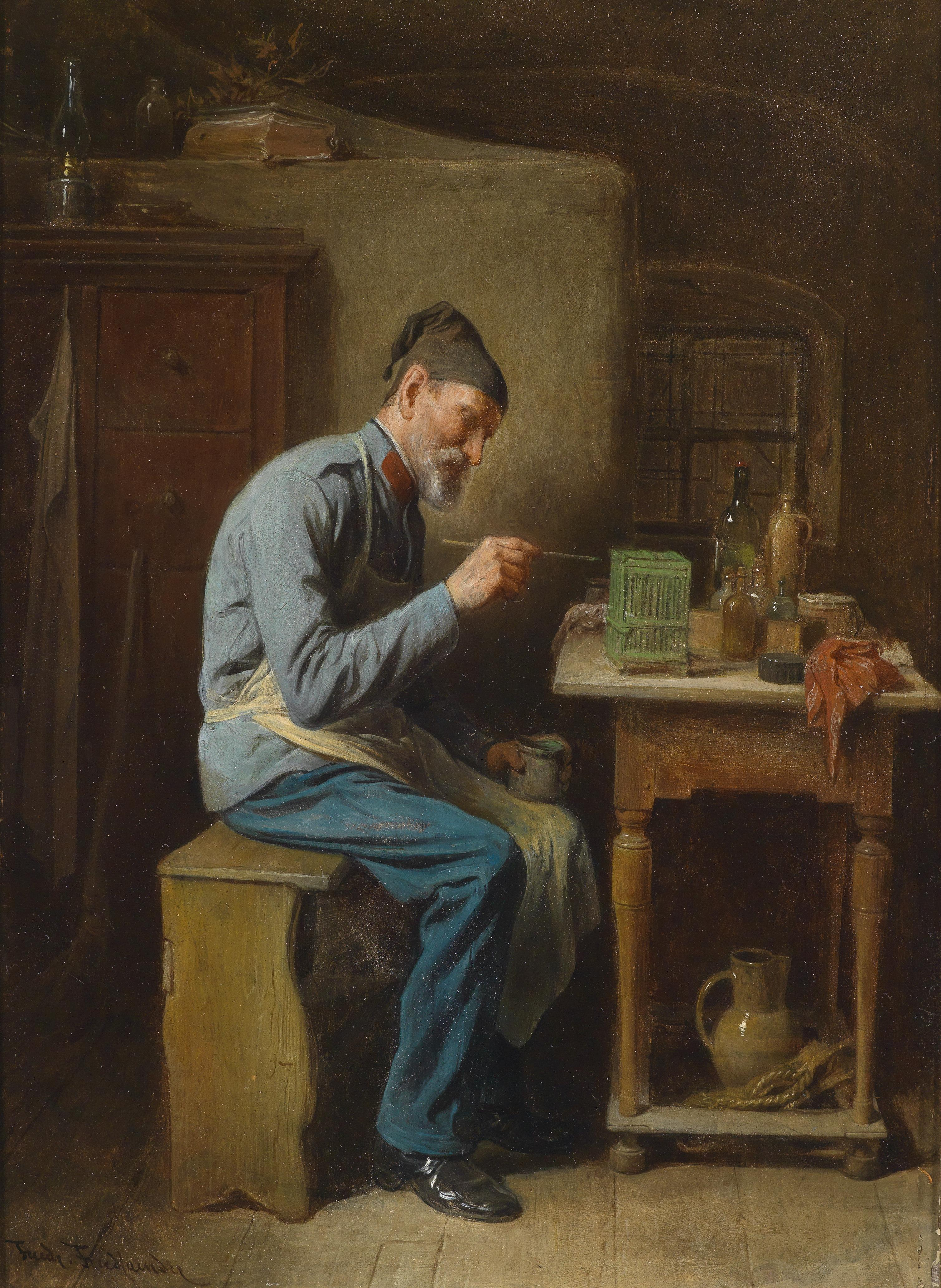
Friedrich Friedländer – Der Hobbymaler (cca 1901)
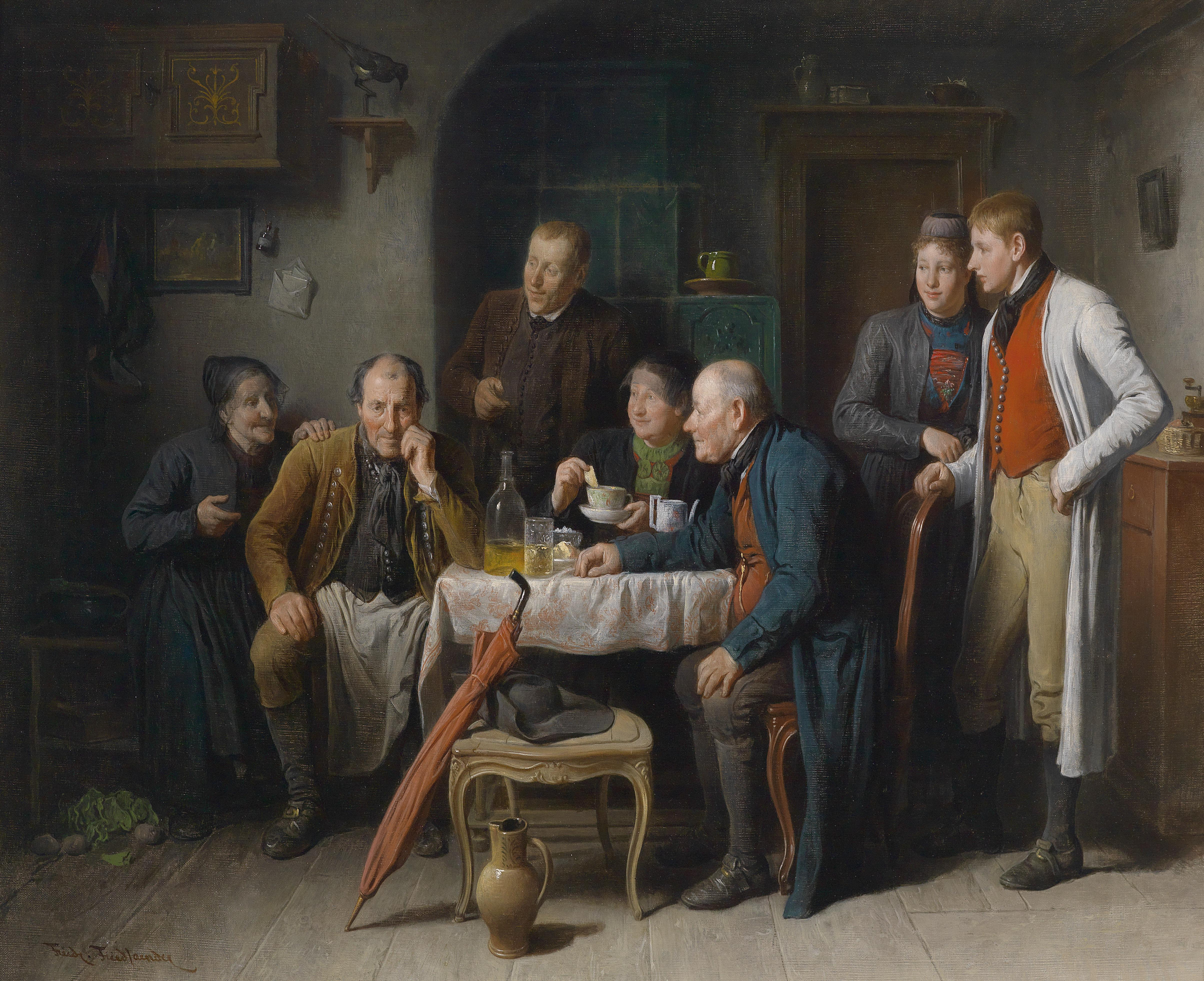
Friedrich Friedländer – Die Brautwerbung (cca 1901)
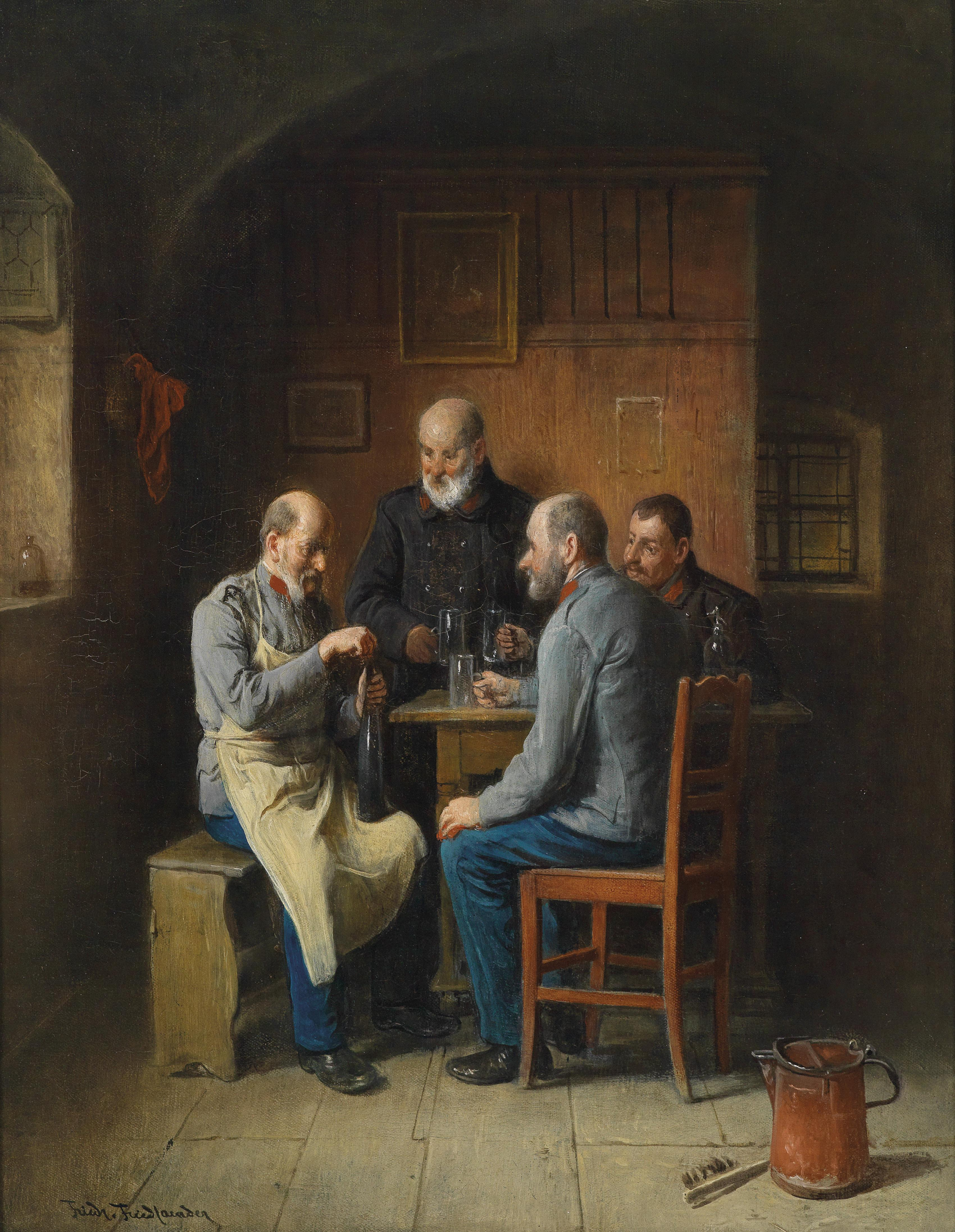
Friedrich Friedländer – Umtrunk der Veteranen (cca 1901)